# Admont
Admont osztrák mezőváros Stájerország Liezeni járásában. 2017 januárjában 5049 lakosa volt. Admont közel ezer éves bencés apátságáról híres, amelyben a világ legnagyobb kolostori könyvtára található.

## Elhelyezkedése

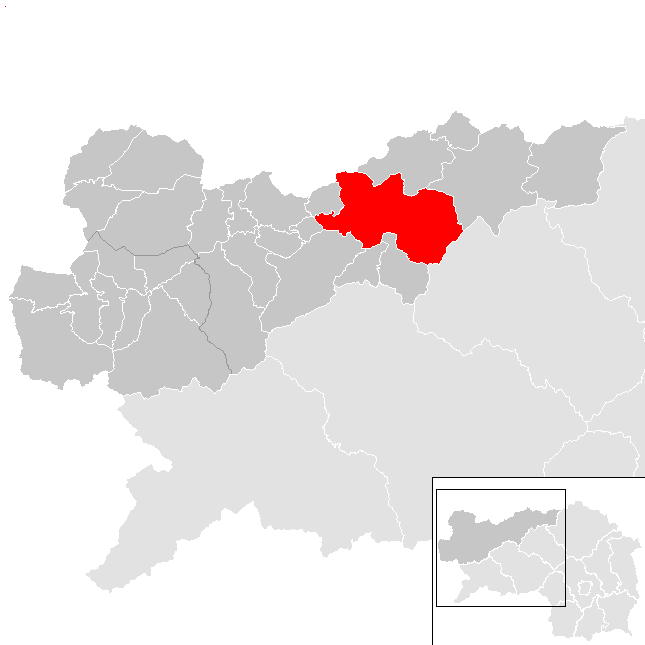
Admont a Liezeni járásban

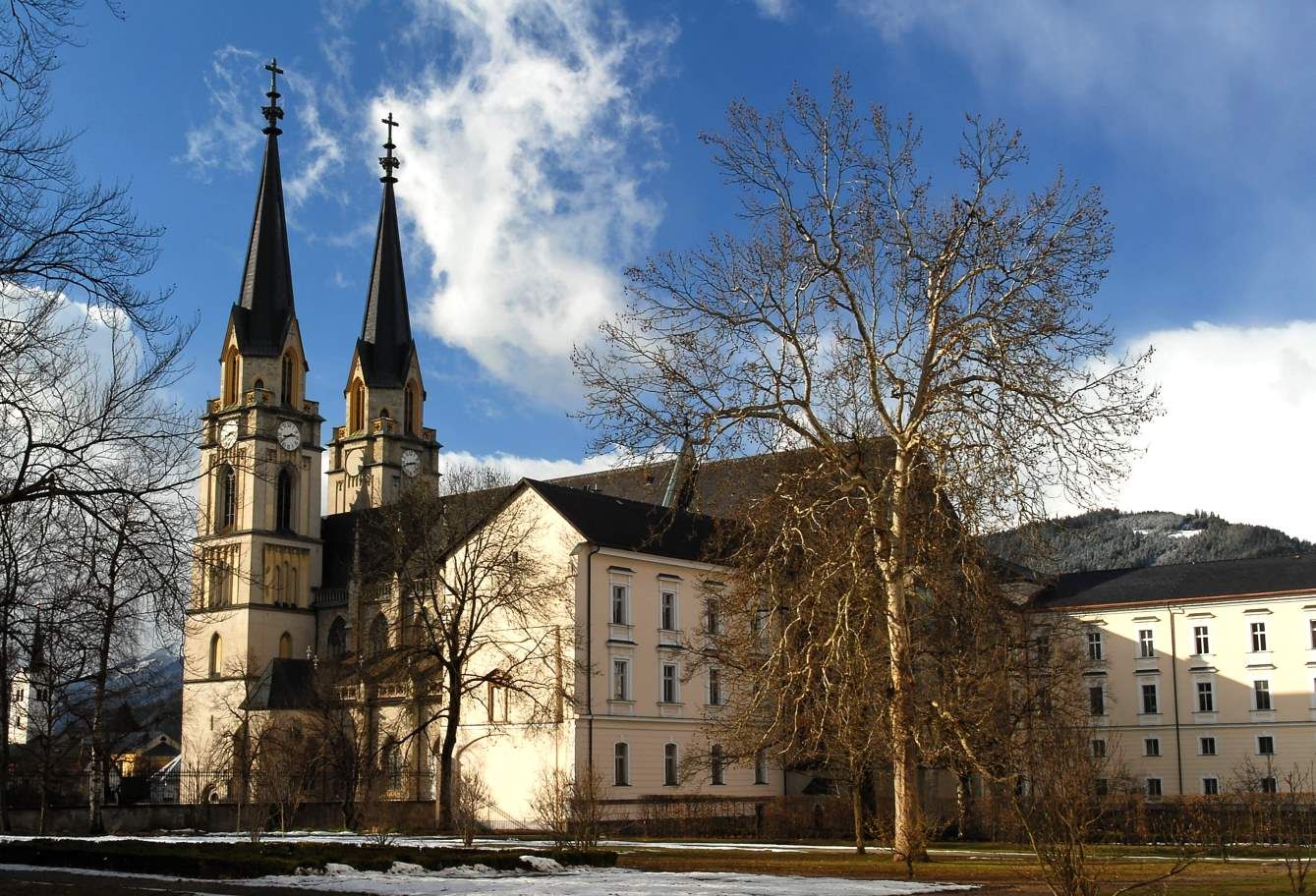
Az apátság és neogótikus temploma

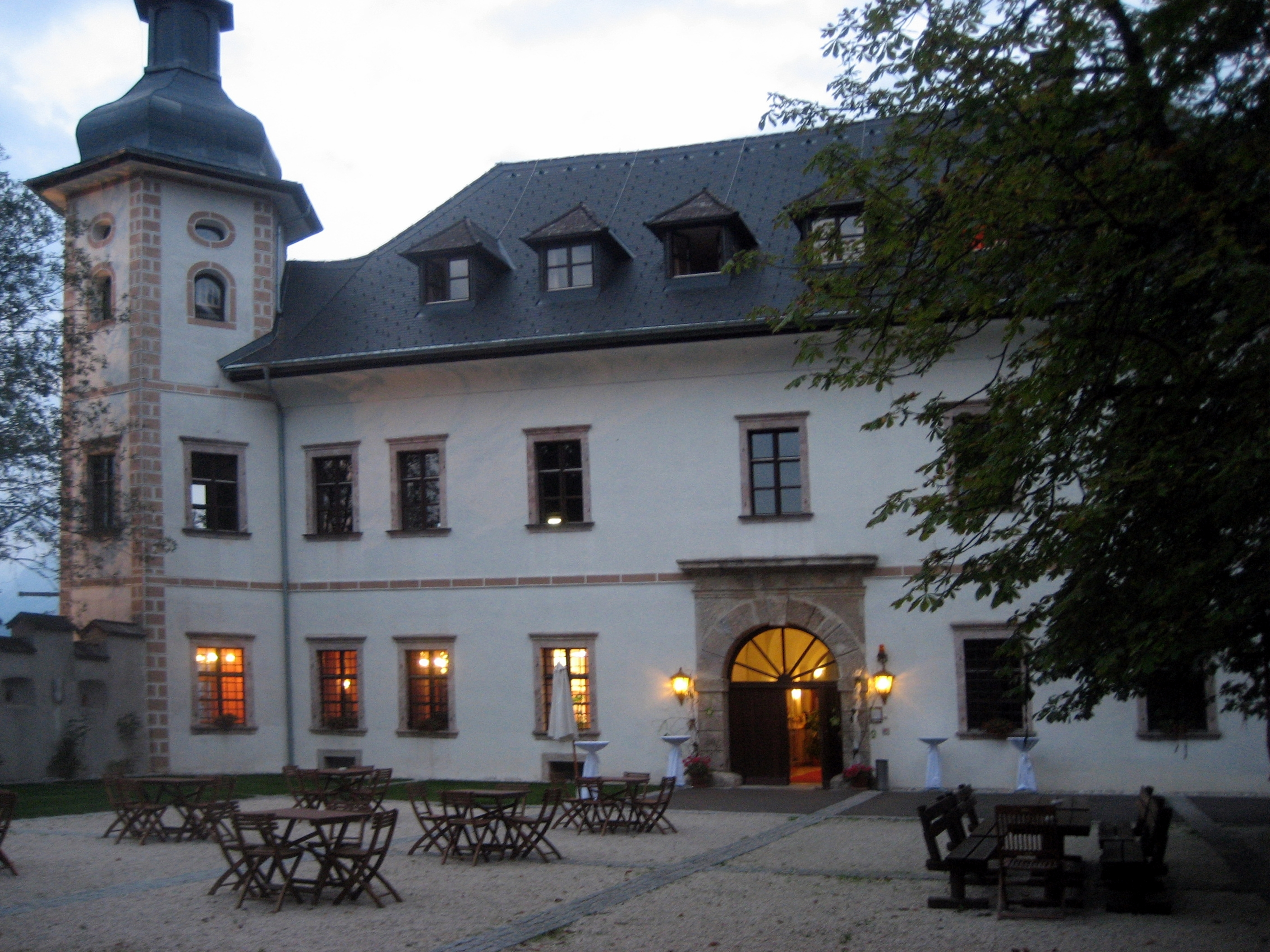
A Röthelstein-kastély

Admont Felső-Stájerország északi részén fekszik, az Enns mentén. Területe az Ennstali-Alpokhoz tartozó Gesäuse-hegységre esik, ahol a Gesäuse Nemzeti Park található. A településtől délre fekszik a Kaiserau fennsíkja, kiépített sípályáival. Az önkormányzat 7 települést egyesít: Admont (2167 lakos), Aigen (221), Gstatterboden (44), Hall (1734), Johnsbach (153), Krumau (182) és Weng im Gesäuse (548).
A környező önkormányzatok: északra Sankt Gallen, északkeletre Landl, keletre Radmer, délkeletre Wald am Schoberpaß, délre Gaishorn am See, délnyugatra Rottenmann és Trieben, nyugatra Ardning és Selzthal, északnyugatra Rosenau am Hengstpaß (Felső-Ausztria).

## Története
Admont Stájerország egyik legrégebbi települése, először 859-ben említik "Ademundi vallis"-ként. Benedekrendi apátságát 1074-ben alapította Gebhard salzburgi érsek. 1146-tól 1161-es haláláig itt élt Zsófia magyar hercegnő, II. Béla lánya, miután megalázóan bántak vele III. Konrád udvarában. 1292-ben a kolostort elfoglalta és kifosztotta az I. Albert herceg ellen fellázadó nemesség, de a herceg a felkelés leverése után kompenzálta az apátságot.
1443-ban III. Frigyes császár uralkodása alatt a kolostor törvényszéki és vásártartási jogot kapott. Később mindkettő a kolostor melletti településre szállt át, ami gyakorlatilag mezővárosi jogokat jelentett.
1865-ben egy tűzvészben 22 ház pusztult el és heten odavesztek. A kolostorból csak a könyvtár maradt épen. Az épületeket rendbehozták és ekkor építették át az apátsági templomot, amely az ország első jelentősebb neogótikus, vallási jellegű építménye.
A második világháborúban a városban állomásozott a Brandenburg különleges felderítő- és kémalakulat 802-es egysége. A háború után Admont - Stájerországgal együtt - a brit megszállási zónába tartozott. A megszálló hatóságok a volt katonai táborban menekülttábort rendeztek be, ahol kétezer zsidó menekültet helyeztek el.
1949-ben az addig önálló Aigen és Krumau községeket Admonthoz csatolták. A 2015-ös stájerországi közigazgatási reform során  Hall, Johnsbach és Weng im Gesäuse községek is a mezőváros önkormányzata alá kerültek, amely így a tartomány második (Mariazell után) és az ország negyedik legnagyobb területű önkormányzatává vált.

## Lakosság
Az admonti önkormányzat területén 2017 januárjában 5049 fő élt. 2015-ben a helybeliek 93,4%-a volt osztrák állampolgár; a külföldiek közül 1,6% a régi (2004 előtti), 2,4% az új EU-tagállamokból érkezett. 0,8% a volt Jugoszlávia (Szlovénia és Horvátország nélkül) vagy Törökország, 1,8% egyéb országok polgára. 2001-ben a lakosok 85,9%-a római katolikusnak, 6,2% evangélikusnak, 1,1% ortodoxnak, 5,4% pedig felekezet nélkülinek vallotta magát.

## Látnivalók

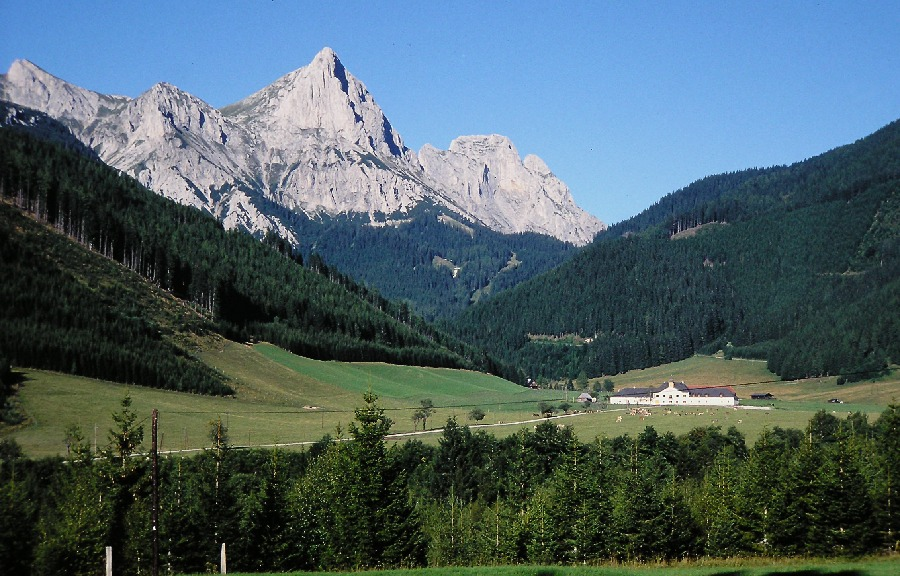
A kaiseraui kastély és környezete

- az admonti apátság könyvtárával, múzeumával, neogótikus székesegyházával
- az 1736-ban épített városháza
- a 850 körül alapított régi plébániatemplom (Amanduskirche)
- az 1930-ban épült evangélikus templom
- Hall Szent kereszt-plébániatemploma
- Johnsbach Szt. Egyed-plébániatemploma és temetője
- Weng Szt. Kozma és Damján-plébániatemploma
- az 1657-ben épült kora barokk Röthelstein-kastély, az admonti apátok volt nyári rezidenciája és vadászkastélya
- a Kaiserau-kastély 1778-ban épült a szerzetesek számára. Ma az apátság tulajdonában lévő kis síközpont látogatóit szállásolják ide.
- a Gesäuse Nemzeti park Enns-vízesése

## Híres admontiak
- Marlies Schild (1981-) olimpiai ezüstérmes alpesi síző

## Fordítás
- Ez a szócikk részben vagy egészben  az   Admont című német Wikipédia-szócikk ezen változatának fordításán alapul.  Az eredeti cikk szerkesztőit annak laptörténete sorolja fel. Ez a jelzés csupán a megfogalmazás eredetét és a szerzői jogokat jelzi, nem szolgál a cikkben szereplő információk forrásmegjelöléseként.